# Hertiecaster
Die Hertiecaster war eine günstige E-Gitarre, die in den 1970er Jahren in Fernost, zumindest wohl unter anderem bei der japanischen Firma Sakai hergestellt, von Hohner importiert und vorwiegend in Kaufhäusern angeboten wurde. Sehr oft wird auch die japanische Firma Teisco als Hersteller (zumindest bis 1967) genannt. Danach übernahm Kawai diese Firma.
Der Name Hertiecaster ist eine Kreation jüngerer Tage, die E-Gitarre selbst hatte weder einen Namen noch eine Typen-/Modellbezeichnung. Die Wortschöpfung Hertiecaster ist vielmehr eine ironische Anspielung auf das Kaufhaus (Hertie), das die E-Gitarre vertrieb, sowie die an eine Fender Stratocaster angelehnte Form.

## Ausstattung
Es gab verschiedene Modelle der Hertiecaster, deren Hauptunterscheidungsmerkmal die Anzahl der eingebauten Tonabnehmer (engl. Pickups), welche in schwarz- oder weißfarbenem Plastik mit Chromumrandung stets im rechten Winkel zu den Saiten eingebaut waren. Während das einfachste Modell nur einen Tonabnehmer bot, glänzte das Top-Modell der Reihe mit vier Tonabnehmern. Die Polkappen der Tonabnehmer bestanden aus chromfarbenen Schlitzschrauben, die in der Höhe verstellbar waren. Zur Anwahl der Tonabnehmer standen weiße Kunststoff-Schiebeschalter zur Verfügung, mit denen jeder einzelne Tonabnehmer ein- oder ausgeschaltet werden konnte. Manche Modelle mit vier Tonabnehmern boten zusätzlich noch einen Schiebeschalter, mit dem die Bässe gekappt werden konnten. Andere Modelle hatten hierzu ein Poti. Für die Klangregelung besaß die E-Gitarre zudem einen Lautstärke- und einen Höhenblenden-Drehregler aus weißem Kunststoff, versehen mit einer Skalierung von 0 bis 10. Nettes Detail waren hier kleine Zeiger, die unter dem Drehknopf mit am Poti verschraubt wurden und als Skalenfixpunkt dienten.
Der Korpus der E-Gitarre bestand aus mehrschichtigem Sperrholz, auf dessen oberster Schicht ein dünnes Eschenholzfurnier geklebt wurde. Die Hertiecaster wurde nur in einer schlichten Sunburst-Lackierung angeboten. Einige Hertiecaster hatten einen unter dem oberen Horn angebrachten Gurtknopf, einige hatten den Gurtknopf hinten am Hals montiert. Ein Erkennungsmerkmal der Hertiecaster ist der diagonal auf der Kopfplatte montierte Metallbügel, der als Saitenniederhalter fungiert. Der Gitarrenhals wurde mit vier Holzschrauben rückseitig befestigt und bestand aus einem Stück massivem Ahornholz. Das Griffbrett besaß 21 oder 22 Bünde. Manche Modelle hatten einen Nullbund als Saitenauflage. Das Griffbrett selbst bestand nur aus einem dünnen Stück Palisanderfurnier, das auf dem Griffbrett aufgeklebt wurde und runde Markierungspunkte (engl. Dot-Inlays) besaß. Das Griffbrett wurde mit weißen Kunststoffstreifen eingefasst (engl. Binding). Die ebenfalls der Stratocasterform nachempfundene Kopfplatte offerierte sechs einfache, offene Mechaniken, die allesamt auf einer Metallschiene befestigt waren. Im Allgemeinen war hier kein Markenemblem bzw. keine Typenbezeichnung aufgebracht, was zeitgenössisch Raum für fantasievolle Eigenkreationen oder auch Markenfälschungen gab. Ein silberfarbener Aufkleber mit der Aufschrift „Reinforced Steel Neck“ (Stahlverstärkter Hals), war auf der Kopfplatte aufgebracht und verdeutlichte, dass ein Stahl-Halsspannstab zur Halsjustage eingearbeitet war.
Der Halsspannstab ragte unter dem Schlagbrett hervor und konnte mit einem Schraubenzieher oder Inbusschlüssel eingestellt werden. Das Schlagbrett (engl. Pickguard) bestand aus einfachem Kunststoff in Tortoise (künstliches Schildpatt) Optik. Als Brücke bzw. Steg kam ein einfacher Metallstab zum Einsatz, der Einkerbungen zur Saitenführung besaß und mittels zweier Rändelschrauben lediglich höhenverstellbar war. Eine Einstellung der Oktavreinheit war nicht möglich. Ebenfalls einfach war auch das Vibrato, das zum Standard fast jeden Modells gehörte und aus einem Metallbügel bestand, der durch eine Feder gespannt war. "Gehobene" Hertiecaster boten statt der einfachen Metallstab-Brücke ein Modell mit sechs Einzelrollen als Saitenführung, was die Stimmstabilität bei Vibratoeinsatz förderte. Die Oktavreinheit war auch hier nicht einstellbar. Bei dem Grundmodell kam als fester Saitenhalter auch ein vergleichsweise massiv wirkendes, verchromtes Metallstück zum Einsatz, das mit vier Schrauben auf dem Korpus fixiert wurde. Die Masseverbindung zwischen Schlagbrett und Vibrato wurde fabrikmäßig mit einer simplen E-Gitarren-Saite hergestellt.

## Rezeption
Robert Smith von der englischen Band The Cure spielte in den Anfangstagen von „The Easy Cure/The Cure“ eine Woolworth’s Top-20, die den Hertiecaster Gitarren stark ähnelte (wahrscheinlich handelte es sich um baugleiche Instrumente, die in den 70er Jahren in Fernost gebaut, und anschließend in europäischen Kaufhäusern billig angeboten wurden). Das Debütalbum „Three Imaginary Boys“ von The Cure wurde teilweise noch mit Smith’s billiger Kaufhausgitarre eingespielt. Etwas später spielte Robert Smith dann auf einer Fender Jazzmaster E-Gitarre, auf die er jedoch zwischen den beiden werksseitig installierten Singlecoil-Pickups der Jazzmaster einen der Tonabnehmer seiner alten Top-20-E-Gitarre eingebaut hat, da ihm der eigenwillige Klang der einfachen E-Gitarre gefiel.